# Cozumel
Cozumel (Yucateeks Maya: Kosomeen) is een eiland in de Caribische Zee, voor de kust van Mexico. Het is een populaire toeristenbestemming en bekend vanwege de mogelijkheid tot scubaduiken.
Het is ook een populaire aanleghaven voor cruiseschepen. Het eiland Cozumel komt overeen met de gemeente Cozumel, een van de acht gemeentes van de deelstaat Quintana Roo.

## Geografie
Met een lengte van 48 kilometer, een breedte van 16 kilometer en een oppervlakte van circa 760 km² is Cozumel het grootste eiland van Mexico in de Caraïbische Zee. Het eiland ligt 20 kilometer uit de kust en hoort bij de staat Quintana Roo. In 2010 waren er 79.535 inwoners, die bijna allemaal in de hoofdplaats San Miguel de Cozumel (inwoneraantal: 77.236) wonen.

## Bevolking
Bijna een kwart van de bevolking is jonger dan vijftien jaar. Ongeveer een op de tien inwoners spreekt een inheemse taal, waarvan Maya de meeste sprekers heeft.

## Geschiedenis
Er zijn Olmeekse artefacten op Cozumel aangetroffen en ook de Maya hebben er gewoond. Voor de Maya was het een heilig eiland, gewijd aan de godin Ixchel. Ze noemden het eiland Ah Cuzumil Peten, plaats van de ondiepten. De grootste Maya-ruïnes zijn platgebulldozerd om er een vliegveld aan te kunnen leggen. Jerónimo de Aguilar en Gonzalo Guerrero waren in 1511 de eerste Europeanen die (na een schipbreuk) Cozumel bereikten. Juan de Grijalva ontdekte het eiland 1518 en Hernán Cortés landde er een jaar later. Oorspronkelijk leefden er 40.000 Maya, maar aan het eind van de zestiende eeuw was het eiland door een pokkenepidemie bijna verlaten. De volgende eeuwen was het eiland praktisch onbewoond, al diende het als uitvalsbasis voor piraten. Tijdens de Kastenoorlog vluchtten velen naar Cozumel en sindsdien is het eiland weer bewoond.

## Natuur
Passiflora yucatanensis is een plant die alleen op Cozumel in het wild wordt gevonden. Op Cozumel komen een aantal endemische zoogdiersoorten voor die dwergvormen zijn van hun verwanten op het vasteland. Endemische soorten zijn de Nelson-neusbeer (Nasua nelsoni), de Cozumelwasbeer (Procyon pygmaeus) en de Cozumeloogstmuis (Reithrodontomys spectabilis). Endemische ondersoorten zijn de Cozumel grijze vos (Urocyon cinereoargenteus ssp.), de Cozumelhalsbandpekari (Pecari tajacu nanus), de Cozumel Coues' rijstrat (Oryzomys couesi cozumelae) en de Cozumelwitvoethertmuis (Peromyscus leucopus cozumelae). De fauna van Cozumel wordt ernstig bedreigd door de sterk toenemende populaties van de boa constrictor (Boa constrictor). Twee tot zes van deze slangen werden in 1971 gebruikt bij het opnemen van de film El jardín de tía Isabel op het eiland. Na de opnames zijn de boa's vrijgelaten op het eiland, waarna ze sterk in aantal zijn toegenomen. De slangen zijn zowel voor de inheemse fauna als voor de pluimveeboeren op het eiland een groot probleem.